# جون بي. تشيس
جون بي. تشيس (بالإنجليزية: John B. Chase) هو سياسي أمريكي، ولد في 7 أكتوبر 1872 في الولايات المتحدة، وتوفي في 1960. حزبياً، نشط في الحزب الجمهوري. وقد انتخب عضو مجلس ولاية ويسكونسن.